# رضوان باشا
رضوان باشا (رضوان باشا بن مصطفى بن عبد المعين) (توفي في 2 أبريل 1585) هو سياسي عثماني، وهو ابن قره شاهين مصطفى باشا. كان سنجق بك على غزة في مطلع ستينيات القرن السادس عشر ثم في الفترة من 1570 إلى 1573، ثم صار واليًا (بكلربك) على إيالة اليمن بين عامي 1564 و1567، ثم واليًا على إيالة الحبشة وجدة عامي 1573 و1574، ثم على إيالة الأناضول من سنة 1582 إلى وفاته.